# Centris erythrotricha
Centris erythrotricha är en biart som beskrevs av Antero Frederico de Seabra och Jesus Santiago Moure 1961. Centris erythrotricha ingår i släktet Centris och familjen långtungebin. Inga underarter finns listade.